# Никольское (Кировский район)
Нико́льское — деревня в Назиевском городском поселении Кировского района Ленинградской области.

## История
На карте Ингерманландии А. Ростовцева 1727 года упоминается село Илинское.
На карте Санкт-Петербургской губернии Я. Ф. Шмидта 1770 года оно обозначено как деревня Никольское.
Затем на карте Санкт-Петербургской губернии 1792 года А. М. Вильбрехта как село Никольское.
Село Никольское упоминается также на карте Санкт-Петербургской губернии Ф. Ф. Шуберта 1834 года.

НИКОЛЬСКОЕ — сельцо принадлежит:

Наследникам господам Фёдоровым, число жителей по ревизии: 6 м. п., 9 ж. п.

Капитану 1-го ранга Андрею Арцыбашеву: 9 м. п., 2 ж. п.

Его супруге: 3 м. п., 4 ж. п.

коллежскому асессору Дмитрию Арцыбашеву: 4 м. п., 7 ж. п.

Наследникам поручика Арцыбашева: 1 м. п., 3 ж. п.

Поручику Якову Арцыбашеву: 7 м. п., 8 ж. п.

Губернскому секретарю Александру Арцыбашеву: 4 м. п., 4 ж. п.

Подполковнику Ивану Арцыбашеву: 4 м. п., 6 ж. п.

Чиновнице 9 класса Надежде Винрутт: 5 м. п., 4 ж. п. (1838 год)

На карте профессора С. С. Куторги 1852 года отмечена деревня Никольское.

НИКОЛИНИНО — сельцо господ Фёдоровых, Арцыбашевых, Пихачевой и Винрут, по почтовому тракту и просёлочной дороге, число дворов — 9, число душ — 40 м. п. (1856 год)

Число жителей деревни по X-ой ревизии 1857 года: 22 м. п., 29 ж. п..

НИКОЛЬСКОЕ — сельцо владельческое при колодцах, число дворов — 10, число жителей: 26 м. п., 48 ж. п. (1862 год)

Согласно подворной переписи 1882 года в деревне проживали 10 семей, число жителей: 25 м. п., 33 ж. п.; разряд крестьян — временнообязанные.
В конце XIX — начале XX века Никольское административно относилось к Путиловской волости 1-го стана Шлиссельбургского уезда Санкт-Петербургской губернии.
Согласно военно-топографической карте Петроградской и Новгородской губерний издания 1921 года Никольское было сельцом.
Согласно данным переписи населения СССР 1926 года в деревне Никольское Мучихинского сельсовета Путиловской волости Ленинградского уезда проживал 61 человек — все русские.
По данным 1933 года деревня Никольское входила в состав Васильковского сельсовета Мгинского района.

План деревни Никольское. 1941 год

Согласно топографической карте РККА 1941 года деревня насчитывала 11 дворов.
По данным 1966 и 1973 годов деревня Никольское находилась в подчинении Путиловского сельсовета Волховского района.
По данным 1990 года деревня деревня Никольское входила в состав Назиевского поссовета Кировского района.
В 1997 году в деревне Никольское Назиевского поссовета проживали 7 человек, в 2002 году — 10 человек (русские — 90 %).
В 2007 году в деревне Никольское Назиевского ГП — 5.

## География
Деревня расположена в северо-восточной части района к югу от автодороги Р21 (E 105) «Кола» (Санкт-Петербург — Петрозаводск — Мурманск) и к северу от автодороги 41К-239 (Войпала — Горная Шальдиха).
Расстояние до административного центра поселения — 8 км.
Расстояние до ближайшей железнодорожной станции Жихарево — 7 км.

## Демография
| 1862 | 2007 | 2010 | 2017 |
| ---- | ---- | ---- | ---- |
| 74   | ↘5   | ↘1   | ↗10  |